# GCompris
GCompis — відкрите навчальне програмне забезпечення для дітей віком від 2 до 10 років. У нього понад 100 призначень:
- Вивчення ПК: клавіатури, миші…
- Алгебра: таблична пам'ять, обрахунки…
- Наука: замок каналу, водний цикл, субмарина, електричне моделювання…
- Географія: розміщення країни на мапі…
- Ігри: шахи, судокан…
- Читання: практика читання…
- Інше: визначення часу, складання картин відомих художників, векторні малюнки, створення карикатур…

GCompris доступний для Linux, Mac OS X, Microsoft Windows та інших операційних систем.

## Історія
Перша версія збірки ігор була створена в 2000 році Бруно Кудуан (Bruno Coudoin), французьким інженером-програмістом. Розпочинаючи з першої редакції, вони розповсюджувалися вільно в Інтернеті і були захищені ліцензією GPL GNU. Водночас, це спонукало розвиток «рідного» освітнього програмного забезпечення під Linux. З того часу, програмне забезпечення почало безперервно удосконалюватися, в термінах графічного оформлення і кількості дій, завдячуючи допомозі багатьох розробників та дизайнерів, що приєдналися до проєкту за ці роки.